# عقد 360 هـ
عقد 360 هـ هو الفترة بين عام 360 إلى 369 في التقويم الهجري، أي العشر سنوات السابعة من القرن الرابع الهجري.